# Siung-feng I

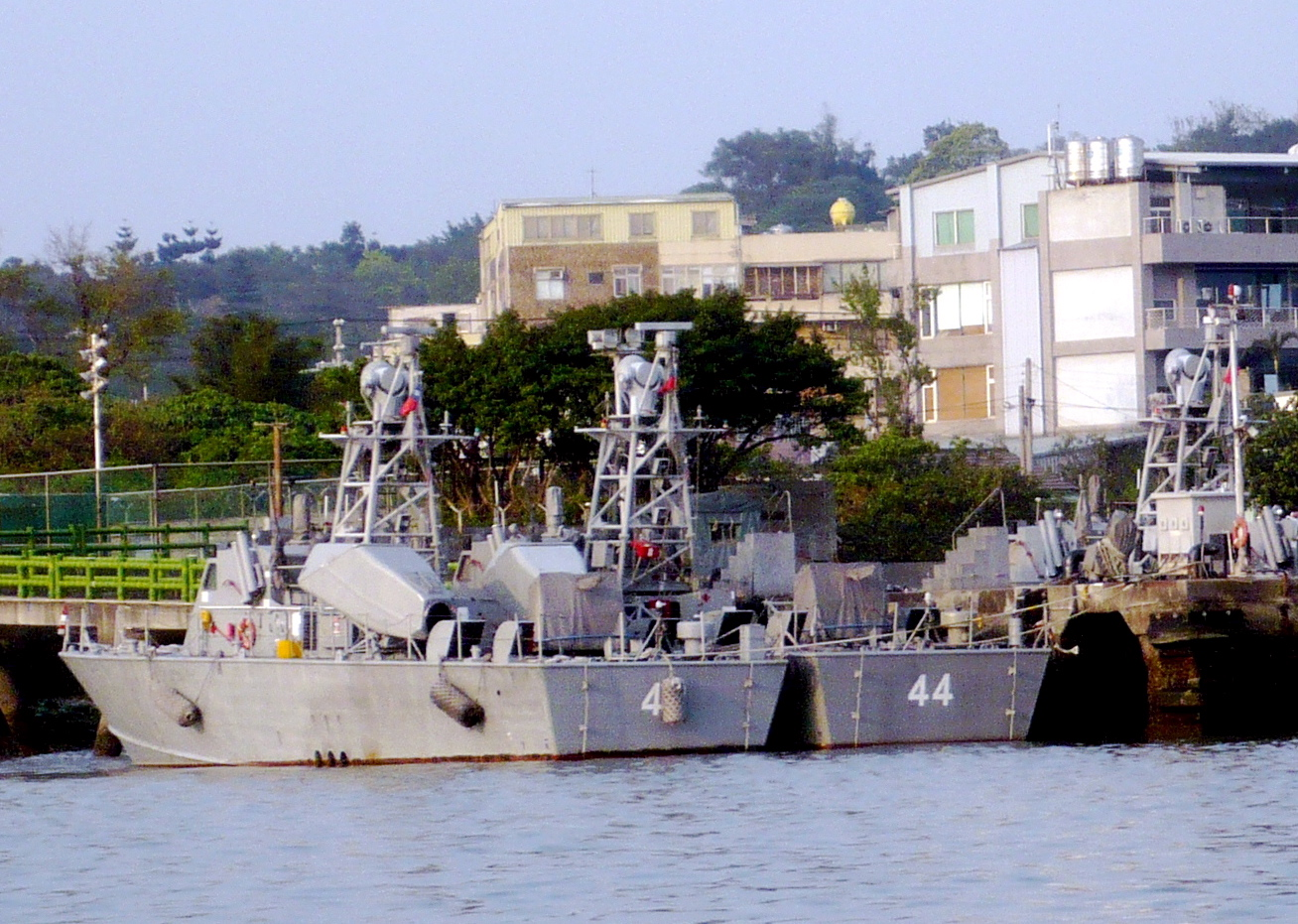
Raketové čluny třídy Chaj-ou nesou po dvou kontejnerech střel Siung-feng I

Siung-feng I (HF-1) je typ podzvukové protilodní střely krátkého dosahu vyvinutý pro námořnictvo Čínské republiky na základě izraelského typu Gabriel II tchajwanským institutem Čung-šan Kche-süe-jen-ťiou-jüan (CSIST). Střely vstoupily do operační služby v roce 1981, nyní již jsou vyřazovány. Vyvinuty byly především jako obrana proti čínské invazi. Jejich hlavním nedostatkem je dolet pouhých 37 km. Byly jimi vyzbrojeny například výrazně modernizované tchajwanské torpédoborce tříd Gearing a Allen M. Sumner či malé raketové čluny třídy Chaj-ou. Další střely bylo možné odpalovat z pobřeží. Další generace tchajwanských protilodních střel Siung-feng II už byla značně odlišné koncepce.

## Hlavní technické údaje
- Hmotnost: 540 kg
- Hmotnost hlavice: 150 kg
- Navádění: poloaktivní radiolokační
- Dolet: 37 km